# Túnel Eurasia
O Túnel Eurasia (em turco:  Avrasya Tüneli) é um túnel rodoviário subaquático em Istambul, Turquia, sob o Bósforo. Foi inaugurado em 20 de dezembro de 2016.
O túnel tem 5,4 km de comprimento e liga Kazlıçeşme do lado europeu a Göztepe do lado asiático de Istambul, num total de 14,6 km de via. O seu objetivo é aliviar o trânsito da cidade, permitindo encurtar a ligação de Kazlıçesme a Göztepe de 100 minutos para 15 minutos.